# Jann Jensen
 Der er for få eller ingen kildehenvisninger i denne artikel, hvilket er et problem. Du kan hjælpe ved at angive troværdige kilder til de påstande, som fremføres i artiklen.

Jann Flintholm Jensen (født 22. februar 1969) er en tidligere dansk fodboldspiller og fodboldtræner.

## Ungdom
Jann Jensen spillede som ungdomsspiller i B 1909, hvor han blev kåret som “Årets Spiller” for juniorer i 1984. Samme ære overgik ham som lilleputspiller i 1981.
At han var et stort talent vidner flere U-landskampe også om. Jann Jensen spillede seks juniorlandskampe, 15 ynglingelandskampe samt to ungdomslandskampe. Han vandt desuden junior-DM med B 1909 under ledelse af Jens Ottesen.

## Senior
Jann Jensen debuterede for divisionsholdet den 20. august 1986 i en pokalkamp mod Krarup-Espe SGI, som blev vundet med 9-0. Han scorede sit første mål for B 1909 i lokalopgøret mod B 1913 på et hovedstød den 29. september samme sæson foran 6.517 tilskuere på Odense Stadion.
Kort efter blev Jann Jensen solgt til 1. FC Köln i den vesttyske Bundesliga. Senere gik turen til VfL Wolfsburg, der dengang lå i 2. Bundesliga. I løbet af sine 133 kampe for klubben, som han med tiden blev anfører for, var Jensen med i to tyske pokalfinaler, og rykkede derimellem op i Bundesligaen.

## Træner
Jann Jensen sluttede karrieren med et par sæsoner i OB. Efter sin karriere som spiller blev han træner, blandt andet for OKS’ U14-drengehold og seniorerne i Fynsserien, OBs U15-pigehold og Middelfart Boldklubs fynsseriehold.

## Privat
Jensen har to døtre og er bosat i Odense.

## Klubber
- B 1909 (1988)
- 1. FC Köln (1988-1992)
- VfL Wolfsburg (1992-1998)
- OB (1998-2000)
- HFK Sønderjylland
- Dalum IF